# Tisová (Nejdek)

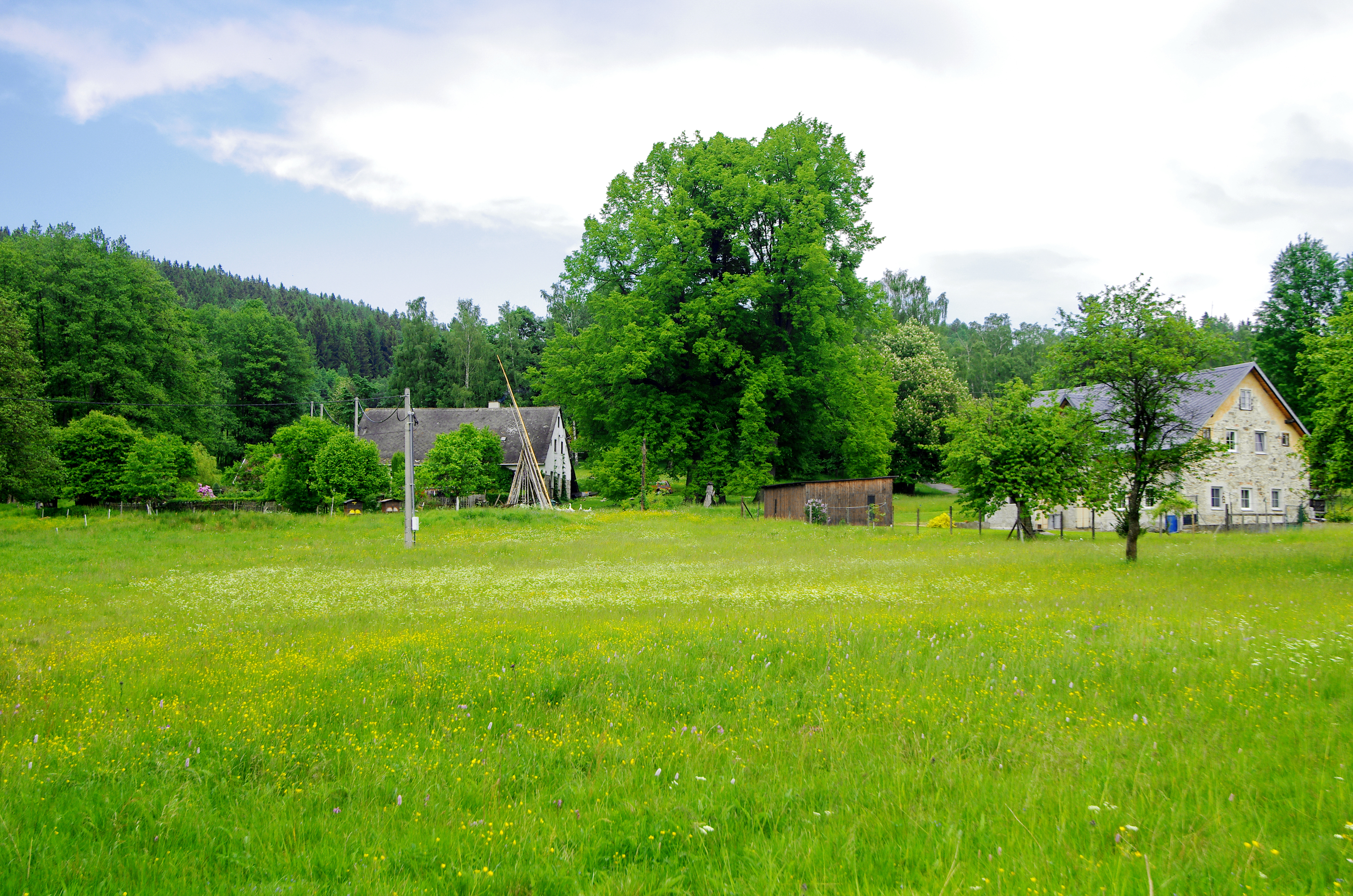
Häuser in Tisová (2016)

Tisová (deutsch Eibenberg) ist ein Ortsteil der Gemeinde Nejdek (Neudek) im Bezirk Karlsbad in Tschechien.

## Geografie
Der Ort liegt knapp 2 km nördlich von Nejdek im böhmischen Teil des Erzgebirges. Höchster und zentraler Punkt der Gemarkung ist der Tisovský vrch (Peindlberg) mit 977 m n.m. Die Siedlung liegt an seinem Südwest-Hang und erstreckt sich auf etwa 700 bis 830 m n.m. Am Osthang liegt noch der Haltepunkt Seify (Saifenhäusl).

## Name
Der tschechische Name ist seit 1918 nachweisbar und folgt einer Übersetzung von Eibe (tschechisch tis). Von den Einwohnern wurde der Ort Naiabarch (Neuer Berg) genannt, was ein Hinweis auf die spätere Besiedlung durch den Bergbau im 16. Jahrhundert ist. Die Siedlung Saifenhäusl hat ihren Namen vom Zinn-Seifenbergbau, hauptsächlich in der Limnice (Limnitzbach).

## Geschichte

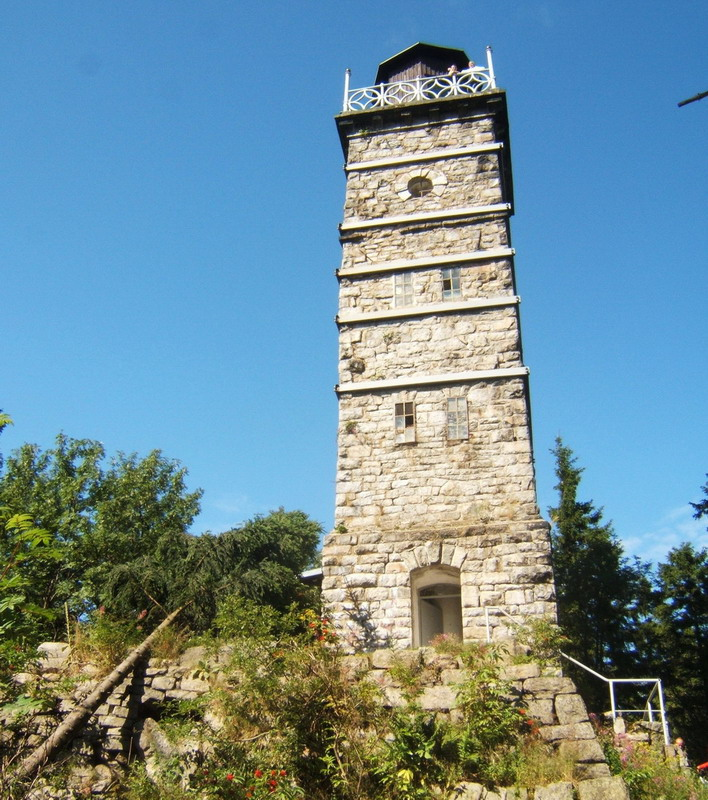
Der Aussichtsturm auf dem Tisovský vrch (Peindlberg)

Wie viele Ortschaften um Nejdek verdankt Eibenberg sein Entstehen dem Zinnbergbau. Am dort gelegenen Neuen Berg wurde ab dem 16. Jahrhundert reger Bergbau betrieben. Der Ortsname leitet sich von der Eibe ab die dort reichlich wuchs. Im Dreißigjährigen Krieg kam der Bergbau zum Erliegen. Der Abbau von Eisenerz wurde für längere Zeit noch aufrechterhalten. Die Zinnminen existierten schon um 1800 nicht mehr. Die Seegen Gottes Zeche war bis 1870 in Betrieb. Eibenberg war zur Pfarrkirche St. Martin in Neudek gepfarrt, wo auch der Friedhof lag.

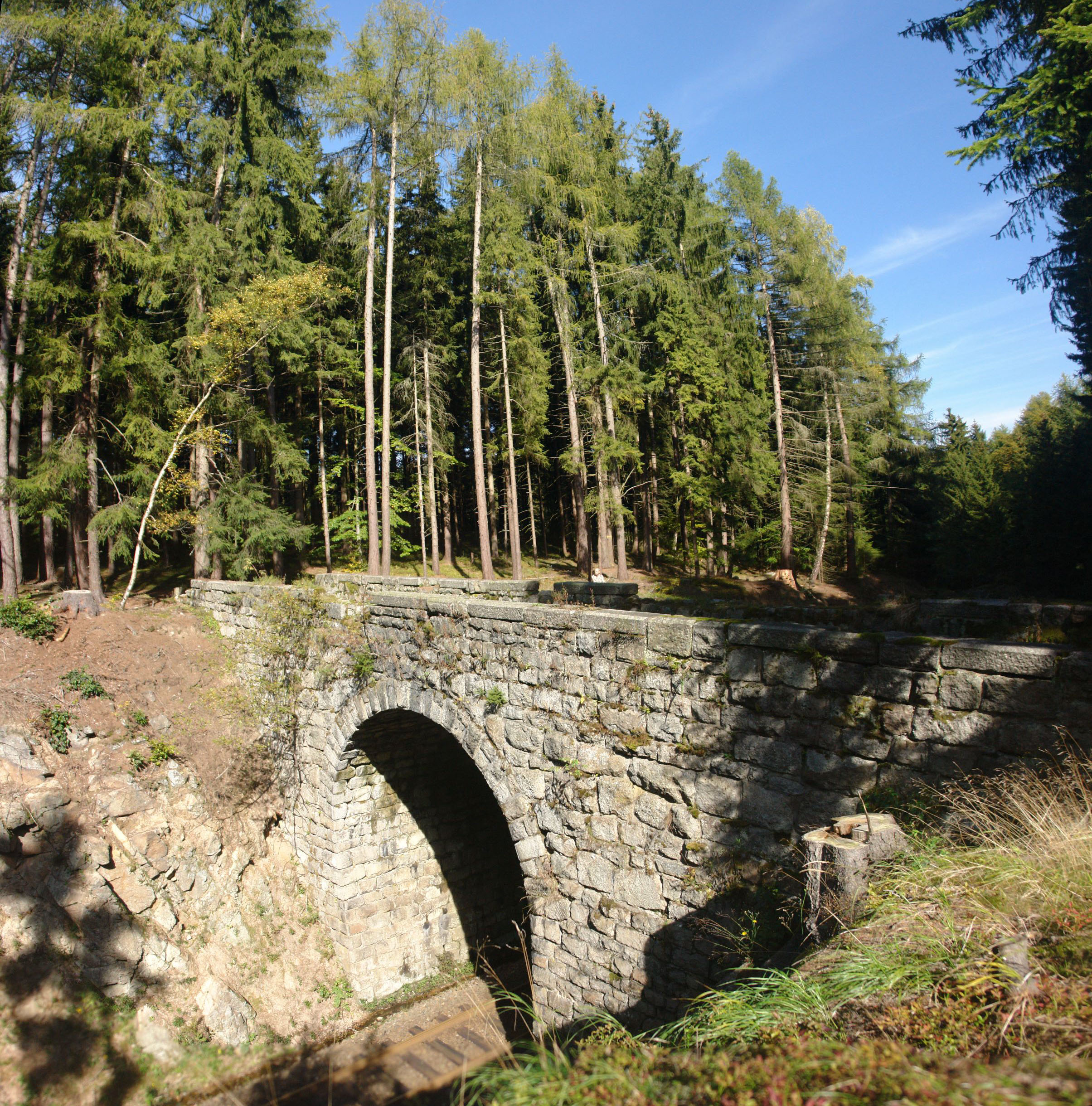
Steinerne Eisenbahnbrücke westlich von Tisová

1651 wurde Eibenberg in der Seelenliste des Elbogener Kreises mit sieben Familien die damals dort lebten erwähnt. Die Einwohner waren zumeist Holzhauer und Häuser. Das Richteramt bekleidete Zacharias Schaffer. 1654 listet die Berni Rula Eibenberg als armes Dorf mit kleinen Feldern auf, in dem die Probanden, hauptsächlich Bauern, auf kargen Feldern das Land kultivierten. Mitte des 18. Jahrhunderts bestand das Dorf aus 28 Häusern. Die Bewohner lebten in großer Armut.
Das Theresianische Kataster von 1757 berichtet: „Die Untertanen in Eibenberg sind sehr arm. Sie leben von Holzfällen und Spitzenklöppeln und haben oft 3-4 Tage lang kein Stück Brot zu Hause.“ 1847 zählte der Ort 72 Häuser mit 551 Einwohnern, eine Gemeindeschule und ein Wirtshaus. Bis zur Aufhebung der Patrimonialgerichtsbarkeit 1848/49 gehörte Eibenberg zur Herrschaft Neudek, seit 1850 zum Gerichtsbezirk Neudek und seit der Gebietsreform 1869 zum Bezirk Graslitz. 1910 wurde Eibenberg dem ausgegliederten Bezirk Neudek zugeschlagen.
Im Zuge der Annexion des Sudetenlandes gehörte Eibenberg zwischen 1938 und 1945 zum Landkreis Neudek. 1896 erfolgte der Anschluss an die Bahnstrecke Karlovy Vary–Johanngeorgenstadt. Hiervon profitierte vor allem Saifenhäusl, das wegen der Nähe zum Peindlberg mit seinem Aussichtsturm Ausgangspunkt für Wanderungen wurde. Bedeutend war die Station aber auch für den Abtransport des eingeschlagenen Holzes. Hier stand auch das beliebte, und mittlerweile abgebrannte Ausflugslokal „Waldesruh“. Nach dem Zweiten Weltkrieg wurde ein großer Teil der deutschen Bevölkerung vertrieben. 

### Entwicklung der Einwohnerzahl
| Jahr | Einwohnerzahl |
| ---- | ------------- |
| 1869 | 568           |
| 1880 | 544           |
| 1890 | 562           |
| 1900 | 554           |
| 1910 | 616           |

| Jahr | Einwohnerzahl |
| ---- | ------------- |
| 1921 | 614           |
| 1930 | 742           |
| 1950 | 254           |
| 1961 | 263           |
| 1970 | 166           |

| Jahr | Einwohnerzahl |
| ---- | ------------- |
| 1980 | 111           |
| 1991 | 77            |
| 2001 | 90            |
| 2011 | 131           |